# Jean Teulère

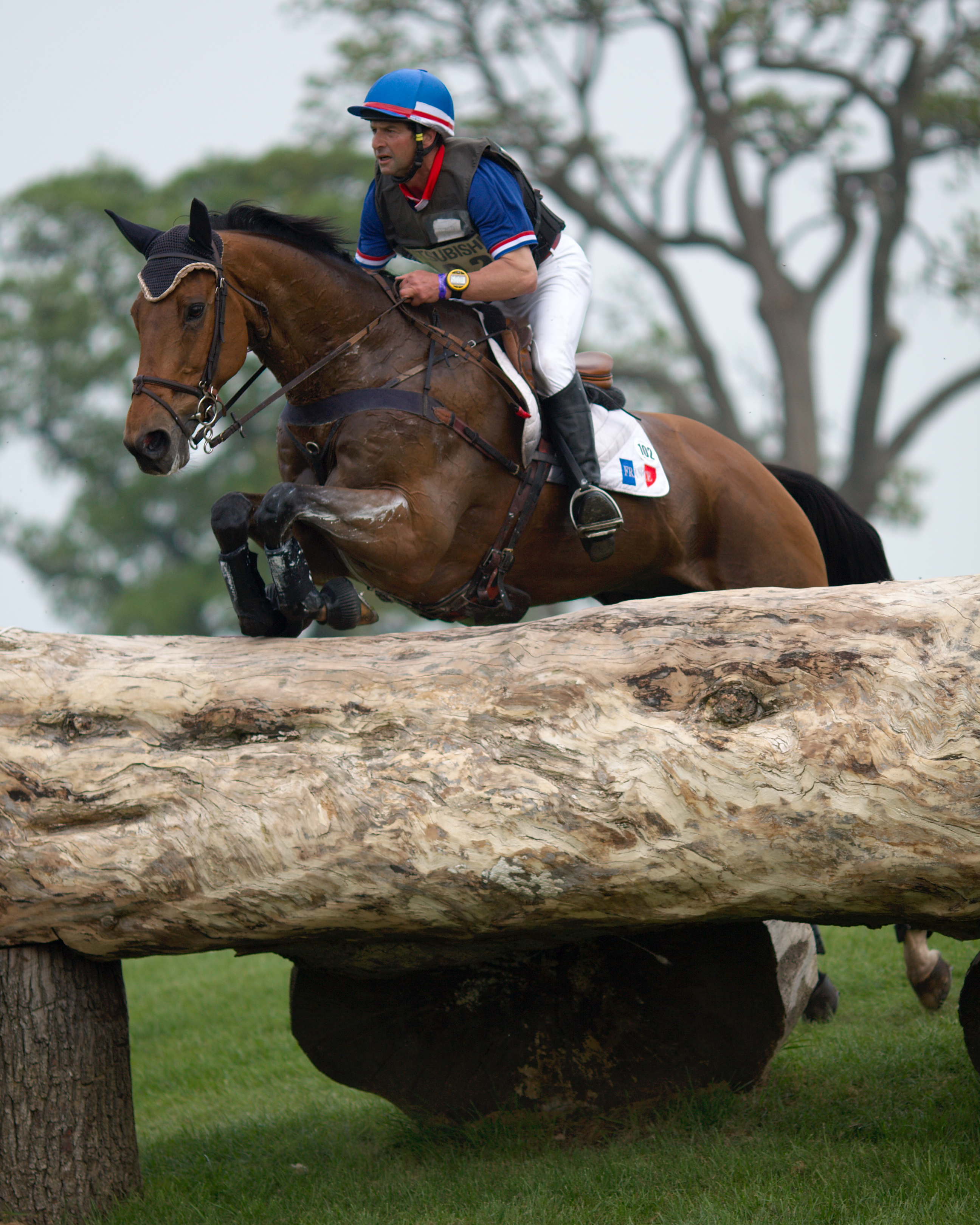
Jean Teulère und Matelot Du Grand Val bei den Badminton Horse Trials 2011

Jean Teulère (* 27. November 1954 in Bordeaux) ist ein französischer Vielseitigkeitsreiter. Der Ritter der Ehrenlegion wurde bisher je einmal Olympiasieger und Weltmeister.
Teulère begann relativ spät mit Reiten, im Alter von 14 Jahren. 1985 schaffte er den internationalen Durchbruch mit dem 2. Platz in der Teamwertung der Europameisterschaft, die im Rahmen der Burghley Horse Trials stattfand. Weitere Team-Medaillen folgten bei der Europameisterschaft 1991 in Punchestown (Bronze), bei der Europameisterschaft 1993 in Achselschwang (Silber) und bei den Weltreiterspielen 1994 in Den Haag (Silber). Bei den Olympischen Spielen 1996 in Atlanta verpasste er als Vierter der Einzelwertung nur knapp eine Medaille. Es folgten mehrere Jahre ohne besondere Erfolge, bis er dann 2002 bei den Weltreiterspielen 2002 Gold in der Einzelwertung und Silber mit dem Team gewinnen konnte.
Teulères größter Erfolg ist der Gewinn der Team-Goldmedaille bei den Olympischen Spielen 2004 in Athen (auf Espoir de la Mière). Die Franzosen waren zunächst Zweite geworden, doch das deutsche Team wurde nachträglich auf den vierten Platz zurückgesetzt, da Bettina Hoy beim Springreiten die Zeitmessung zu früh ausgelöst hatte. Der Internationale Sportgerichtshof bestätigte die Entscheidung der Jury.
2007 wurde Teulère in Pratoni del Vivaro erneut Vize-Europameister mit dem Team.